# Kościół św. Wojciecha w Bninie
Kościół św. Wojciecha w Bninie – poewangelicki parafialny kościół rzymskokatolicki należący do parafii św. Wojciecha w Bninie (obecnie część Kórnika). Stoi przy ul. Jeziornej róg Szerokiej.
Świątynię zbudowano w latach 1826-1827 w stylu klasycystycznym, na miejscu dawnego kościoła szachulcowego, ufundowanego przez Teofilę Potulicką. Jest to obiekt halowy, prostokątny, z zakrystią od północy i kruchtą od zachodu. Jako rzymskokatolicki został poświęcony w 1945. Wtedy to przeniesiono tu resztki wyposażenia z wcześniejszego kościoła katolickiego zburzonego przez nazistów w 1942. Świątynia ta pochodziła z lat 1448-1463 (fundatorem był Andrzej z Bnina).
Wewnątrz stoi m.in. pisakowcowa ośmioboczna chrzcielnica gotycka z 2. połowy XV wieku. Kościół posiada ponadto pięć dzwonów (najstarszy jest z 1624). Obok świątyni zbudowano powojenną grotę Niepokalanego Poczęcia NMP. Dawna pastorówka (koniec XVIII wieku, przebudowana w 1836) pełni rolę przedszkola.

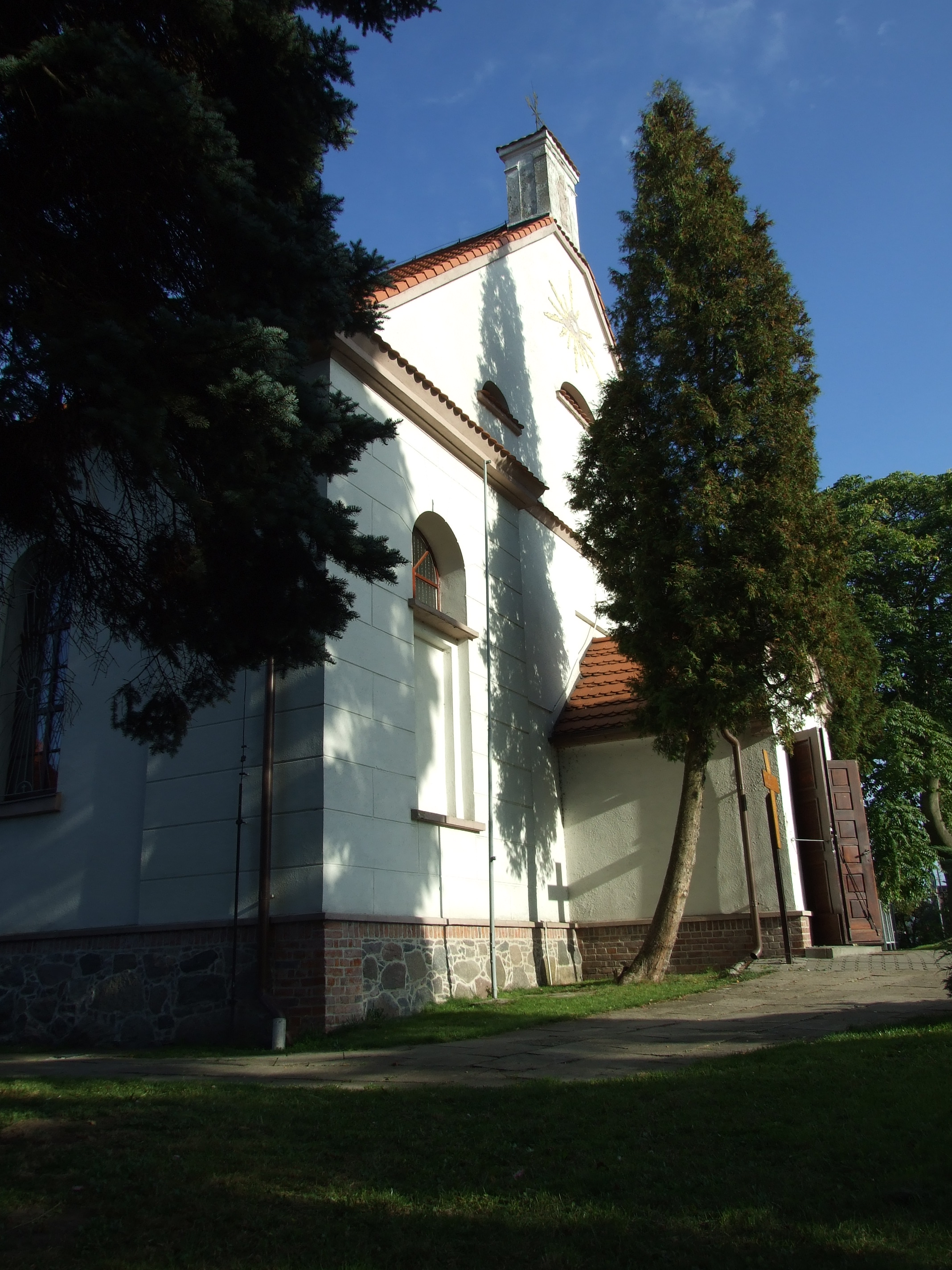
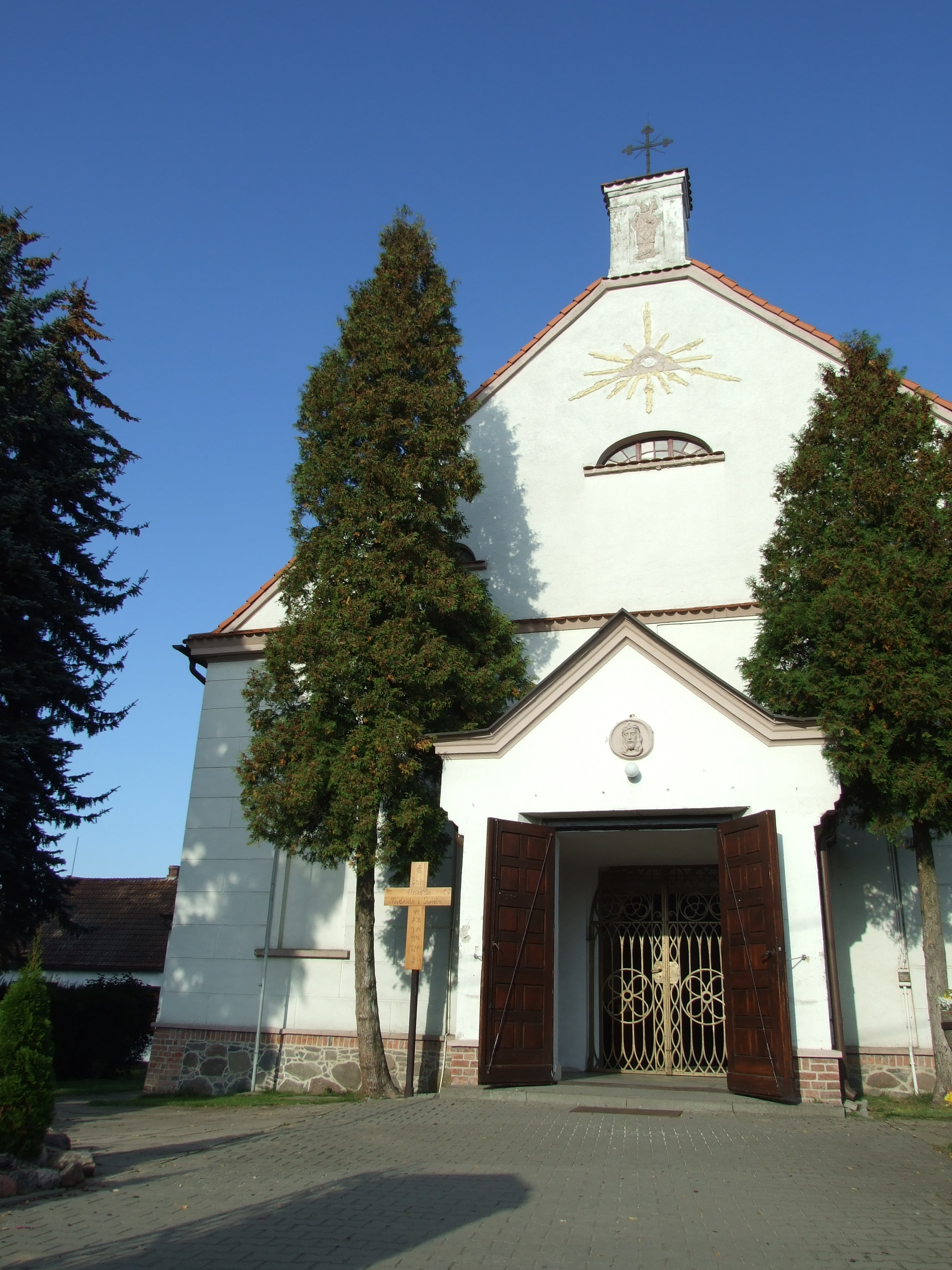